# رود ایلینوی
رود ایلی‌نوی  رودی است به رودخانه میسیسیپی می‌ریزد.این رود از کشور ایالات متحده آمریکا می‌گذرد.

## نگارخانه

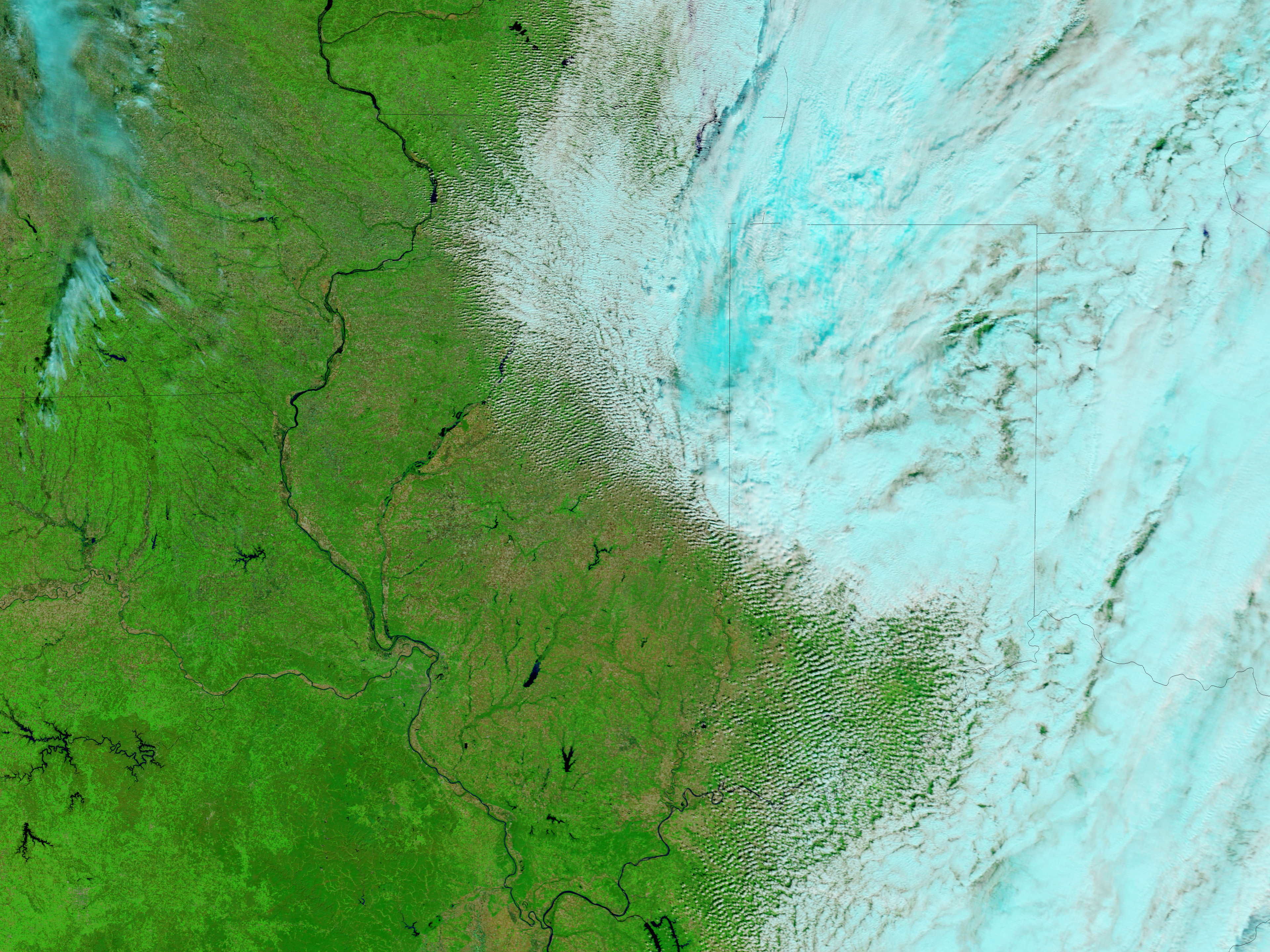
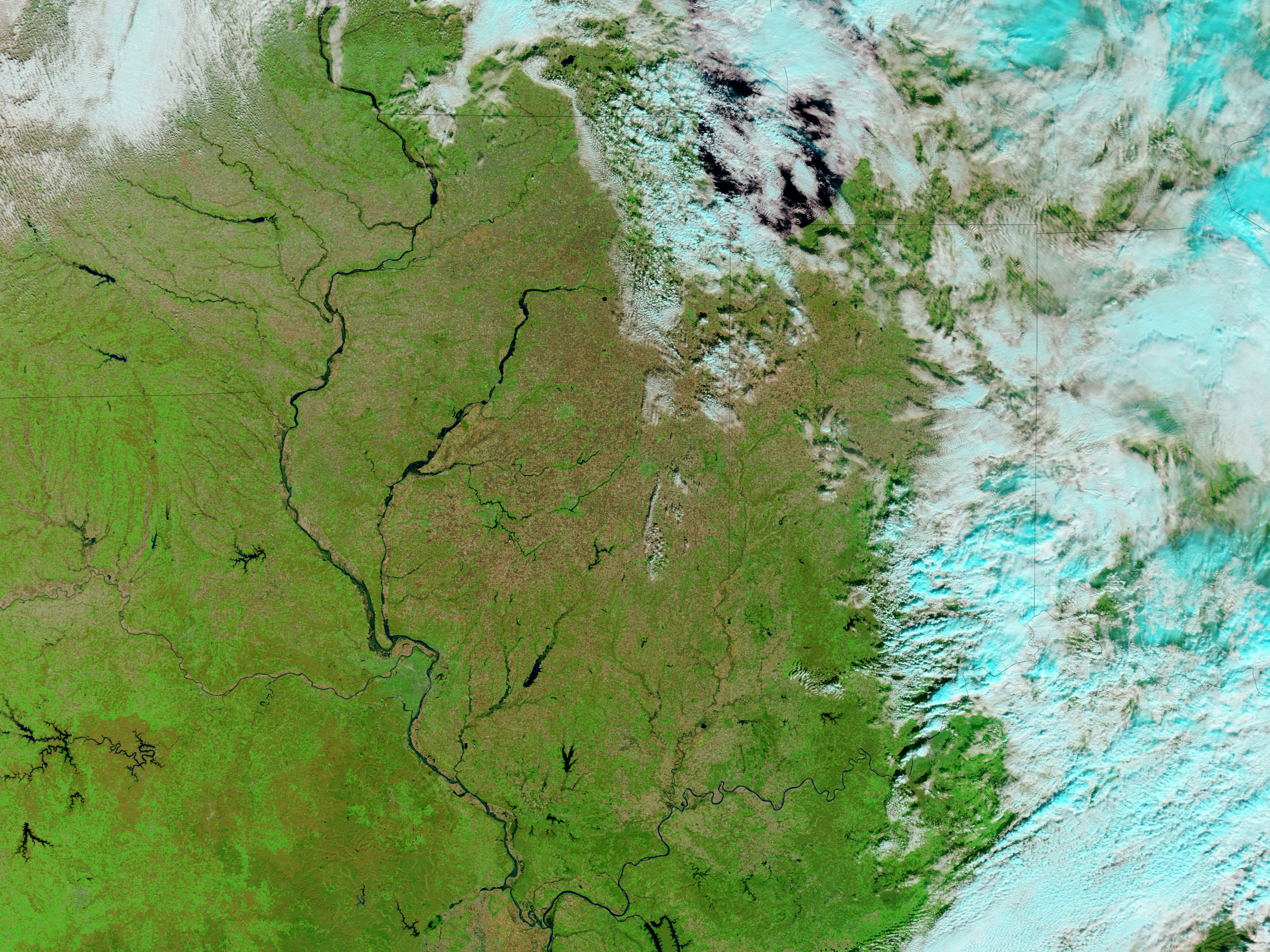